# 香山美桜
香山 美桜（かやま みお、1993年7月11日 - ）は、日本の元AV女優。ロータスグループ所属。

## 略歴
2014年AVデビュー。趣味はショッピング。
2016年1月21日、ツイッターで所属事務所を辞めることを表明。アカウントも削除された。

## 人物
- オッパイが大きくなったのは中3くらいから。高校時代にFくらいまで成長[1]。
- 初体験は13歳。私生活での経験人数は50人未満[1]。

## 作品

### アダルトビデオ
2014年
- ウルトラBODY 本格デビュー （11月21日、プレステージ）

2015年
- ゴールデンタイム！おっぱい乱交 （1月7日、ゴールデンタイム）
- シークレット・ランジェリー （1月10日、プレステージ）
- 現役巨乳女教師の危険日中出しオフ会 （1月19日、OPPAI）
- 美しすぎる超絶ボディ妻を発見！長身巨乳の元実業団バレーボール選手を潮吹き奴隷調教 （2月1日、Fitch）
- 男子禁制の巨乳女子寮に勃起生チ○ポがやってきた！！ （2月6日、プレステージ）
- 膣内射精できるい・い・な・り巨乳義母 （2月7日、VENUS）
- レズビアン専用 ヌーディスト・ホテル （3月7日、ビビアン）
- 僕を密かに誘惑する馬乗り兄嫁 （3月7日、マドンナ）
- 極悪ショタ 中出し輪姦 （3月19日、アイエナジー）
- SEXを妄想しながら淫語オナニー （3月20日、虎堂）
- 乳首責めだけでイクほど感度の高い美人妻と…おじさんぽ05 AVよりエロいエッチ見たくない? 張りのあるFカップ巨乳を持つ可愛い人妻と下町探索お散歩デート。おじさんに足を絡めて中出しさせる奥さんの敏感反応がヤバい! （3月25日、ビッグモーカル）
- 巨乳×ビキニ チアガール （4月3日、クリスタル映像）
- RQ 中出しGカップ！オイルFUCK！ （4月7日、BeFree）
- 巨乳チアガール ～男子のお悩み全て解決★励まし応援SEX！～ （4月13日、MOODYZ）
- 脱いだらスタイル抜群のすっぴんメガネの巨乳お嬢様 巨乳地味子と淫行 （4月19日、ケー・トライブ）
- 乱交でレズれ！ （4月19日、ケー・トライブ）
- 銀粉奴隷ソープ （4月20日、ヴァンアソシエイツ）
- 中出しフレンド みお (4月24日、EROTICA)
- 巨乳女教師が教えるハーレム中出し学園 （4月25日）
- 撮影場所は女性限定エステ店！マジックミラー越しの客の前で声我慢＆羞恥SEX！ Vol.2 （4月25日、kawaii）
- 揉みたい若妻 （5月2日、光夜蝶）
- 年頃の娘から突然のキス！病気で弱っている俺は、つい芳醇に育った娘のカラダで年甲斐もなくヤバいほど勃起し、誰に仕込まれたか分からない男を喜ばせるテクニックでトコトン抜かれてしまった！！！ （5月2日、NON）
- 長身（170cm）×美巨乳（Gカップ） 姉ちゃんのカラダは絶品モデルスタイル （5月3日、ケー・トライブ）
- ミス・ランジェリーナ 高級コールガールの淫靡なランジェリーと濃密な性交 4時間（5月8日、ケイ・エム・プロデュース）
- W高身長お姉さんのハーレム逆3P （5月13日、E-BODY）
- 香山美桜の汗だく、種付け、ガチSEX （5月13日、HERO）
- 夫の親族一同に輪姦された美人妻 （5月13日、溜池ゴロー）
- 励まし一つで即勃起！！義母の応援SEX術 （5月13日、VENUS）
- 姉弟近親相姦遊戯 調教される姉 （5月25日、グローバルメディアエンタテインメント）
- 絶世の究極BODY-至れり尽くせり美巨乳おっぱい温泉宿（5月25日、美）
- 優しいママに中出ししちゃった！膣内暴発OK巨乳ママ（5月25日、本中）
- ハイレグ強制ストリップ～喰い込み羞恥に悶える美人女教師～（6月1日、Fitch）
- 人妻の浮気心（6月1日、人妻援護会）
- 10発中出しするまで勃起させちゃう お姉様SEXテクニック（6月1日、 ワンズファクトリー）
- ボンデージガール Gカップ超絶中出し痙攣SEX （6月7日、BeFree）
- 香山美桜の性フェロモン女臭 （6月7日、MEGAMI）
- 一泊二日、中出し温泉旅行。 （6月7日、プレミアム）
- オマ●コ露出ビデオ （6月7日、山と空）
- 隣人の妻のマル（秘）ソープ （6月7日、溜池ゴロー）
- 凄いパイズリ、凄い挟射MANIAX （6月13日、MOODYZ）
- 長身巨乳美女『香山美桜』の 初ガチアナル男犯！ （6月13日、 M男パラダイス）
- 巨乳の彼女と巨乳のセフレ 夢の二股ハーレム中出し性活 （6月19日、OPPAI）
- 溢れる愛液。煌めく汗。止まらない痙攣。 （6月19日、TEPPAN）
- 男が動かなくてもイカせてくれる騎乗位ソープ店 （7月1日、MOODYZ）
- 生徒に自宅を乗っ取られた若妻女教師 美人妻が奴隷ペットと化す3日間の凌辱劇 （7月1日、ワンズファクトリー）
- 童貞息子に寝取られた巨乳嫁 （7月2日、グローリークエスト）
- 私、脅迫されてます。 （7月4日、光夜蝶）
- 美味しいカラダの香山美桜とベロベロチューチューしながら玉カラになるまで本気交尾 （7月4日、NON）
- 体調を崩した僕を介護してくれた優しい母の胸元から見えた下着で勃起してしまった僕の股間を母が見て「こっちは元気なのね？」とドキッとする笑顔で言われたので思わず「うん…」答えたら、大人のテクで僕のチ●ポをゆっくり弄び始めた件。（7月4日、NON）
- パンスト妄想脚 ナニワの女 （7月7日、ミル）
- 住宅展示場の社員が売却の為に打ち出したイベントがあまりにも画期的すぎて話題らしい （7月9日、タカラ映像）
- 巨乳の叔母と童貞マセガキ甥っ子の寝取られ同居生活2～夫に内緒で勃ちっぱなし子◯チ◯ポに四六時中イカされ続けた妊娠適齢期の妻～ （7月9日、ディープス）
- 巨根 悪徳プロデューサー 3 （7月13日、慧萌昂）
- 20発の種付けを受け入れた中出し美人妻 （7月13日、MOODYZ）
- 無理やり強制中出し痴女 (7月25日、本中)
- クラスメイトをかばって身体を捧げたおっぱい学級委員長 (8月1日、MOODYZ)
- ガックガクの女 (8月1日、ドリームチケット)
- 夫とはもうできなくなるほどの本気のナマ中出し性交録 (8月1日、NON)
- メスころがし (8月7日、h.m.p)
- ぷっくり乳首を無茶苦茶イジられ、潮を吹きまくる便器女に精子種付け (8月19日、ミセスの素顔/エマニエル)
- 関西からやって来たのは、巨乳でエッチな僕の義母 (8月19日、ABC/妄想族)
- 軟禁ヤリ漬け部屋 (8月20日、グローリークエスト)
- 感じすぎていっぱい潮吹きごめんなさい…4 止まらない絶頂と放物線を描く潮吹き イきもイッたり73回!吹きも吹いたり53回!! (8月25日、セレブの友)
- MOODYZファン感謝祭バコバコバスツアー2015-1泊2日でイクッ！夢の大乱交AVオールスターズ! (9月1日、MOODYZ)
- オフィスじゃ絶対男に媚びないドS上司の香山部長と昼間っから会社サボってハメて鳴かせて緊縛逢瀬 (10月2日、ワープエンタテインメント)
- 法で裁けぬ男を犯す女2 (10月13日、セレブの友)
- 3日間滞在して、寝食を共にする超高級美女ソープ (10月22日、アイエナジー)
- 中出し肉便器担任3 男子生徒の公衆便所になり下がった女教師たち!!  (10月22日、サディスティックヴィレッジ)
- 幸福のレズビアン (10月25日、セレブの友)
- 寸止め3本番 (11月13日、セレブの友)
- なんともソソル巨乳女子社員のブラウスはパンパン、ボタンが飛んでコボレ落ちそうな巨乳にそそられちゃった (11月26日、SOSORU×GARCON)
- 巨乳だらけの女子大生寮で毎日子作り中出しSEX (12月11日、ケイ・エム・プロデュース)
- 夫の兄に飼われる私3 (12月13日、セレブの友)
- メイド中出しスペシャル 巨乳ご奉仕パラダイス (12月19日、OPPAI)
- 香山美桜式 10通りのイカせ方 (12月24日、アキノリ)

2016年
- 僕のねとられ話しを聞いてほしい 交通事故の示談相手に寝盗られた妻 (1月8日、JET)
- 香山美桜、まるっと4時間突っ込まれっぱなし (1月8日、NON)
- MOODYZファン感謝祭 第4回バコバコ中出しキャンプ2016 無制限中出し! 孕ませカーニバル!!! (1月13日、MOODYZ)
- 即ハメ!!13 (1月13日、セレブの友)
- グラマラスな巨乳痴女の下品な淫語SEX (2月12日、ケイ・エム・プロデュース/レアルワークス)
- 超高級中出し専門ソープ4輪車4時間SPECIAL (2月13日、MOODYZ)
- 痴女×痴女レズビアン2 (2月25日、セレブの友)
- 悩殺SEXYランジェリー スケベな下着のお姉様 (5月1日、Fetish Box/妄想族)
- もっこり食い込み爆乳レオタード (6月1日、Fetish Box/妄想族)
- 痴女QUEEN 香山美桜 BEST 4時間 (11月17日、ジャネス)

### テレビ
- 明けまして、ざっくりハイタッチです!4時間も?生放送スペシャル（2015年1月1日、テレビ東京）
- 阿部乃ちゃんねる（2015年10月4日、11月1日、エンタ!959）